# 클라우드 관리
클라우드 관리는 클라우드 컴퓨팅 제품 및 서비스를 관리하는 것이다.
퍼블릭 클라우드는 퍼블릭 클라우드 환경의 서버, 스토리지, 네트워킹 및 데이터 센터 운영을 포함하는 퍼블릭 클라우드 서비스 제공업체에 의해 관리된다. 사용자는 타사 클라우드 관리 도구를 사용하여 공용 클라우드 서비스를 관리하도록 선택할 수도 있다.
공용 클라우드 서비스 사용자는 일반적으로 다음 세 가지 기본 클라우드 프로비저닝 범주 중에서 선택할 수 있다.
- 사용자 셀프 프로비저닝: 고객은 일반적으로 웹 양식이나 콘솔 인터페이스를 통해 공급자로부터 직접 클라우드 서비스를 구매한다. 고객은 거래별로 비용을 지불한다.
- 고급 프로비저닝(Advanced Provisioning): 고객이 서비스에 앞서 미리 준비된 리소스를 미리 계약한다. 고객은 정액 요금 또는 월별 요금을 지불한다.
- 동적 프로비저닝: 공급자는 고객이 필요할 때 리소스를 할당한 다음 더 이상 필요하지 않을 때 해당 리소스를 해제한다. 고객은 종량제 기준으로 요금이 청구된다.

프라이빗 클라우드를 관리하려면 컴퓨팅 리소스의 가상화된 풀을 생성하고, 최종 사용자를 위한 셀프 서비스 포털을 제공하고, 보안, 리소스 할당, 추적 및 청구를 처리하는 데 도움이 되는 소프트웨어 도구가 필요하다. 프라이빗 클라우드의 관리 도구는 리소스 중심이 아닌 서비스 중심인 경향이 있다. 클라우드 환경은 일반적으로 이동 가능한 워크로드 측면에서 고도로 가상화되고 구성되어 있기 때문이다.
하이브리드 클라우드 환경에서는 컴퓨팅, 네트워크 및 스토리지 리소스가 여러 도메인에 걸쳐 관리되어야 하므로 좋은 관리 전략은 무엇을 관리해야 하는지, 어디서 어떻게 관리해야 하는지 정의하는 것부터 시작해야 한다. 이러한 도메인을 관리하는 데 도움이 되는 정책에는 이미지 구성 및 설치, 액세스 제어, 예산 책정 및 보고가 포함되어야 한다. 액세스 제어에는 사용자가 한 번 로그인하면 각 시스템에서 다시 로그인하라는 메시지가 표시되지 않고 모든 시스템에 액세스할 수 있는 통합 인증(SSO, Single Sign-On) 사용이 포함되는 경우가 많다.

## 같이 보기
- 클라우드 컴퓨팅